# The Freewheelin' Bob Dylan
The Freewheelin' Bob Dylan là album phòng thu thứ hai của ca sĩ - nhạc sĩ người Mỹ, Bob Dylan, được phát hành ngày 27 tháng 5 năm 1963 bởi Columbia Records. Nếu như album đầu tay Bob Dylan chỉ bao gồm 2 ca khúc do anh sáng tác, Freewheelin' là bước đi đầu tiên của Dylan trong việc thể hiện phong cách của riêng mình với 11 trên tổng số 13 ca khúc của album là các sáng tác cá nhân. Ca khúc mở đầu "Blowin' in the Wind" trở thành thánh ca của thập niên 1960 và sau đó trở thành bản hit toàn cầu với bản hát lại của bộ 3 Peter, Paul and Mary. Ngoài ra album cũng bao gồm những sáng tác được coi là xuất sắc nhất của Dylan trong thập niên 1960 như "Girl from the North Country", "Masters of War", "A Hard Rain's a-Gonna Fall" và "Don't Think Twice, It's All Right".
Ca từ của Dylan tập trung về các vấn đề nhân quyền cũng như những lo ngại về chiến tranh hạt nhân. Cân đối giữa các ca khúc chính trị và các bản tình ca, đôi lúc cay đắng và mang tính lên án, màu sắc của album còn mang tính châm biếm siêu thực. Freewheelin' cũng lần đầu cho thấy tài năng viết nhạc của Dylan, đưa tên tuổi của anh nổi tiếng toàn nước Mỹ và toàn thế giới. Thành công của album theo kèm là những đánh giá xuất sắc đã đưa Dylan trở thành "người tuyên ngôn của thế hệ" – danh hiệu mà Dylan luôn từ chối.
Dù có được chứng chỉ Bạch kim, The Freewheelin' Bob Dylan chỉ có được vị trí số 22 tại Mỹ nhưng là album quán quân tại Anh. Năm 2003, album được xếp ở vị trí số 93 trong danh sách "500 album vĩ đại nhất" của tạp chí Rolling Stone. Năm 2002, Freewheelin' là một trong số 50 lưu trữ thu âm đầu tiên được chọn vào danh sách thu âm của Thư viện Quốc hội Mỹ.

## Danh sách ca khúc
Toàn bộ các ca khúc được viết và biên soạn bởi Bob Dylan, các sáng tác được ghi chú bên.
Mặt A
1. "Blowin' in the Wind" – 2:48
2. "Girl from the North Country" – 3:22
3. "Masters of War" – 4:34
4. "Down the Highway" – 3:27
5. "Bob Dylan's Blues" – 2:23
6. "A Hard Rain's a-Gonna Fall" – 6:55

Mặt B
1. "Don't Think Twice, It's All Right" – 3:40
2. "Bob Dylan's Dream" – 5:03
3. "Oxford Town" – 1:50
4. "Talkin' World War III Blues" – 6:28
5. "Corrina, Corrina" (Traditional) – 2:44
6. "Honey, Just Allow Me One More Chance" (Dylan, Henry Thomas) – 2:01
7. "I Shall Be Free" – 4:49

Những ấn bản đầu tiên phát hành bao gồm 4 ca khúc được thay thế bởi Columbia. Những ca khúc đó bao gồm "Rocks and Gravel", "Let Me Die in My Footsteps," "Gamblin' Willie's Dead Man's Hand" và "Talkin' John Birch Blues". Những ấn bản "gốc" này của Freewheelin' (cả ở định dạng mono và stereo) là vô cùng hiếm.
Danh sách ca khúc trong ấn bản "gốc" bao gồm:
Mặt A
1. "Blowin' in the Wind" – 2:46
2. "Rocks and Gravel" – 2:21
3. "Let Me Die in My Footsteps" – 4:05
4. "Down the Highway" – 3:10
5. "Bob Dylan's Blues" – 2:19
6. "A Hard Rain's a-Gonna Fall" – 6:48

Mặt B
1. "Don't Think Twice, It's All Right" – 3:37
2. "Gamblin' Willie's Dead Man's Hand" – 4:11
3. "Oxford Town" – 1:47
4. "Corrina, Corrina" (Traditional) – 2:42
5. "Talkin' John Birch Blues" – 3:45
6. "Honey, Just Allow Me One More Chance" (Dylan, Henry Thomas) – 1:57
7. "I Shall Be Free" – 4:46

## Thành phần tham gia sản xuất
- Bob Dylan – guitar, harmonica, keyboard, hát.

Nghệ sĩ khách mời
- Howie Collins – guitar.
- Leonard Gaskin – bass guitar.
- Bruce Langhorne – guitar.
- Herb Lovelle – trống.
- Dick Wellstood – piano.

Ê-kíp sản xuất
- John H. Hammond – nhà sản xuất thu âm.
- Nat Hentoff – phụ chú bìa.
- Don Hunstein – ảnh chụp bìa đĩa.
- Tom Wilson – sản xuất.

## Xếp hạng và chứng chỉ
Xếp hạng
| Bảng xếp hạng (1963) | Vị trí cao nhất |
| -------------------- | --------------- |
| US Billboard 200     | 22              |
| Bảng xếp hạng (1964) | Vị trí cao nhất |
| UK Albums Chart      | 1               |

Chứng chỉ
| Quốc gia                                  | Chứng nhận | Số đơn vị/doanh số chứng nhận |
| ----------------------------------------- | ---------- | ----------------------------- |
| Hoa Kỳ (RIAA)                             | Bạch kim   | 1.000.000^                    |
| ^ Chứng nhận dựa theo doanh số nhập hàng. |            |                               |